# Malakand

Stammesgebiete von Malakand (dunkelgrün) und späterer Bezirk Malakand (grün) in Nord-Pakistan.

Malakand (paschtunisch ملاکنډ ایجنسيۍ) war eine der Regionen in der Nordwestgrenzprovinz von Britisch-Indien und später von Pakistan bis 2010. Sie umfasste die Fürstentümer Chitral, Dir und Swat sowie ein Gebiet um den Malakand-Pass, das als Malakand-Schutzgebiet bekannt ist. Die größte Stadt des Gebiets war Mingora, die drei Hauptstädte waren Chitral, Dir und Saidu Sharif. Nach der Abschaffung der Fürstenstaaten wurde die Region 1970 in die Malakand Division umgewandelt, die in Distrikte unterteilt wurde, von denen einer das Malakand Schutzgebiet war, das als Malakand District bekannt ist. Im Jahr 2000 wurde die Malakand-Division aufgelöst. Trotz der Verfassungsänderungen seit 1970 wird die Bezeichnung „Malakand Agency“ immer noch verwendet, manchmal für das gesamte Gebiet, häufiger jedoch für den Distrikt Malakand.

## Einwohner und Geographie
Die Region wird größtenteils von paschtunischen Stämmen bewohnt und gliedert sich in die Distrikte Malakand, Chitral, Dir, Swat, Buner und Shangla.

## Geschichte
Als eine Spätfolge des Zweiten Anglo-Afghanischen Kriegs kam es 1897 zum Aufstand in Malakand durch etwa 10.000 paschtunische Stammeskrieger. Bei den Entsatztruppen, die die Belagerung der britischen Garnison aufhoben, diente auch der spätere britische Premier Winston Churchill. Dieser verarbeitete die dortigen Erlebnisse in seinem ersten Buch The Story of the Malakand Field Force. An Episode of Frontier War, das 1898 erschien.